# IAAF World Athletics Tour
Lo IAAF World Athletics Tour (o semplicemente World Athletics Tour, spesso nella forma abbreviata WAT) è stato un circuito di competizioni internazionali di atletica leggera all'aperto organizzate annualmente dalla IAAF a partire dal 2006, anno in cui è diventato il contenitore dei circuiti di meeting IAAF. Era composto da quattro livelli separati di meeting: Golden League (il circuito principale e più prestigioso), Super Grand Prix, Grand Prix e Area Permit Meetings, quest'ultimo gestito dalle federazioni continentali, e si chiudeva ogni anno a metà settembre con la World Athletics Final, che prevedevano lo svolgimento di un programma completo di gare su due giorni, per le quali si qualificavano gli atleti meglio piazzati nelle differenti classifiche di specialità.
Nel 2010 il circuito è stato sostituito dalla Diamond League e dal World Challenge.

## Storia
Dopo l'esperienza del Grand Prix, la IAAF creò un nuovo contenitore di meeting "con lo scopo di promuovere competizioni gradevoli e di alta qualità quali regolare vetrina per lo sport", diminuendo drasticamente il numero di appuntamenti in programma (portandolo da 34 a 24) e garantendo la presenza di almeno un meeting per ogni continente. La qualità dei meeting in programma fu assicurata mediante un meccanismo di valutazione annuale della struttura organizzativa degli stessi, seguita - a fine stagione - dalla stesura del calendario per l'anno successivo. Il numero di meeting in programma è variato da 24 a 26 nel complesso dei circuiti dei primi tre livelli ed è sempre stato di poco inferiore ai 30 per l'ultimo livello continentale.

## La struttura
All'interno di ogni edizione, gli atleti possono conquistare punti per la classifica di specialità in ognuno dei meeting in programma, in quantità dipendente sia dal piazzamento ottenuto, sia dal circuito cui appartiene il meeting. Da questo punto di vista, i primi due circuiti (Golden League e Super Grand Prix) formano il primo livello di punteggio, garantendo 20 punti al vincitore, mentre gli eventi del Grand Prix valgono l'esatta metà; punti possono essere conquistati anche nei meeting del circuito Permit, sebbene in misura minore.
| Circuito         | Piazzamento | Piazzamento | Piazzamento | Piazzamento | Piazzamento | Piazzamento | Piazzamento | Piazzamento | Piazzamento | Piazzamento | Piazzamento | Piazzamento |
| Circuito         | 1           | 2           | 3           | 4           | 5           | 6           | 7           | 8           | 9           | 10          | 11          | 12          |
| ---------------- | ----------- | ----------- | ----------- | ----------- | ----------- | ----------- | ----------- | ----------- | ----------- | ----------- | ----------- | ----------- |
| Golden League    | 20          | 16          | 14          | 12          | 10          | 8           | 6           | 4           | 3           | 3           | 3           | 3           |
| Super Grand Prix | 20          | 16          | 14          | 12          | 10          | 8           | 6           | 4           | 3           | 3           | 3           | 3           |
| Grand Prix       | 10          | 8           | 6           | 5           | 4           | 3           | 2           | 1           | 1           | 1           | 1           | 1           |
| Permit           | 6           | 4           | 2           | 1           |             |             |             |             |             |             |             |             |

I punteggi in corsivo, dal 9º al 12º classificato sono assegnati solo per le gare di corsa con distanza maggiore o uguale a 1.500 m.
Punti ulteriori sono appannaggio degli atleti che eguagliano o migliorano un record del mondo, rispettivamente nella quantità di 3 e 6.

La classifica finale di specialità viene determinata sommando i cinque (quattro per i lanci) migliori punteggi  che ogni atleta ha conseguito nel corso della stagione. Per ogni specialità, i primi sette atleti (undici per le corse di 1.500 m e più, a discrezione della IAAF) guadagnano l'accesso alle Finali mondiali dell'atletica che si svolgono attorno alla metà di settembre, mentre un ulteriore posto è riservato come wild card a disposizione della IAAF. Condizione necessaria per accedere alle finali è quella di aver conquistato punti in almeno 3 meeting, almeno uno dei quali non appartenente al circuito Permit. In caso di parità in classifica, criterio discriminante per la qualificazione è quello del miglior primato personale stagionale.

## I meeting
Il World Athletics Tour ha visto la presenza di poco meno di 30 meeting ogni anno, un po' meno della metà dei quali inquadrati nei tre circuiti di livello più alto; nel corso degli anni, anche in seguito alle valutazioni qualitative di fine stagione, alcuni meeting hanno fatto il proprio ingresso o uscita dal Tour, ovvero la loro collocazione è cambiata all'interno dei quattro circuiti. Di seguito un riepilogo della composizione del programma dei primi tre circuiti di meeting nel corso delle edizioni.
Legenda:
- GL: IAAF Golden League
- SGP: IAAF Super Grand Prix
- GP: IAAF Grand Prix
- WAF: IAAF World Athletics Final

| #  | Meeting                            | Sede           | Paese       | 2006 | 2007 | 2008 | 2009 |
| -- | ---------------------------------- | -------------- | ----------- | ---- | ---- | ---- | ---- |
| 1  | Internationales Stadionfest        | Berlino        | Germania    | GL   | GL   | GL   | GL   |
| 2  | Bislett Games                      | Oslo           | Norvegia    | GL   | GL   | GL   | GL   |
| 3  | Golden Gala                        | Roma           | Italia      | GL   | GL   | GL   | GL   |
| 4  | Weltklasse Zürich                  | Zurigo         | Svizzera    | GL   | GL   | GL   | GL   |
| 5  | Memorial Van Damme                 | Bruxelles      | Belgio      | GL   | GL   | GL   | GL   |
| 6  | Meeting Areva                      | Saint-Denis    | Francia     | GL   | GL   | GL   | GL   |
| 7  | Herculis                           | Monaco         | Monaco      | SGP  | SGP  | SGP  | SGP  |
| 8  | Athletissima                       | Losanna        | Svizzera    | SGP  | SGP  | SGP  | SGP  |
| 9  | London Grand Prix                  | Londra         | Regno Unito | SGP  | SGP  | SGP  | SGP  |
| 10 | DN Galan                           | Stoccolma      | Svezia      | SGP  | SGP  | SGP  | SGP  |
| 11 | Qatar Athletic Super Grand Prix    | Doha           | Qatar       | SGP  | SGP  | SGP  | SGP  |
| 12 | British Grand Prix                 | Gateshead      | Regno Unito | GP   | GP   | GP   | GP   |
| 13 | Athens Grand Prix Tsiklitiria      | Atene          | Grecia      | GP   | GP   | GP   | GP   |
| 14 | Golden Spike Ostrava               | Ostrava        | Rep. Ceca   | GP   | GP   | GP   | GP   |
| 15 | Meeting de Atletismo Madrid        | Madrid         | Spagna      | GP   | GP   | GP   | GP   |
| 16 | Prefontaine Classic                | Eugene         | Stati Uniti | GP   | GP   | GP   | GP   |
| 17 | Osaka Grand Prix                   | Osaka          | Giappone    | GP   | GP   | GP   | GP   |
| 18 | Grande Premio Brasil de Atletismo  | Rio de Janeiro | Brasile     | GP   | GP   | GP   | GP   |
| 19 | Melbourne Track Classic            | Melbourne      | Australia   | GP   | GP   | GP   | GP   |
| 20 | Fanny Blankers-Koen Games          | Hengelo        | Paesi Bassi | GP   | GP   | GP   | GP   |
| 21 | Meeting di Rieti                   | Rieti          | Italia      | GP   | GP   | GP   | GP   |
| 22 | Zagreb Meeting                     | Zagabria       | Croazia     | GP   | GP   | GP   | GP   |
| 23 | Meeting Grand Prix IAAF de Dakar   | Dakar          | Senegal     | GP   | GP   | GP   | GP   |
| 24 | Adidas Grand Prix                  | New York       | Stati Uniti | -    | GP   | GP   | GP   |
| 25 | Shanghai Golden Grand Prix         | Shanghai       | Cina        | -    | GP   | GP   | GP   |
| 26 | Helsinki Grand Prix                | Helsinki       | Finlandia   | GP   | -    | -    | -    |
| 27 | International Meeting Thessaloníki | Salonicco      | Grecia      | -    | -    | -    | WAF  |
| 28 | World Athletics Final              | Stoccarda      | Germania    | WAF  | WAF  | WAF  | -    |